# Карповский сельсовет (Воскресенский район)
Карповский сельсовет — упразднённая административно-территориальная единица, существовавшая на территории Московской губернии и Московской области до 1954 года.
Карповский сельсовет был образован в первые годы советской власти. По данным 1918 года он входил в состав Непецинской волости Коломенского уезда Московской губернии.
В 1922 году к Карповскому с/с был присоединён Верзиловский с/с.
По данным 1926 года в состав сельсовета входили село Карпово и деревня Верзилово и лесная сторожка.
В 1929 году Карповский с/с был отнесён к Воскресенскому району Коломенского округа Московской области. При этом к нему был присоединён Лукьяновский с/с бывшей Мячковской волости.
17 июля 1939 года к Карповскому с/с были присоединены селения Грецкая и Чаплыгино упразднённого Чаплыгинского с/с.
14 июня 1954 года Карповский с/с был упразднён, а его территория передана в состав Степанщинского с/с.